# We Are Scientists
We Are Scientists ist eine US-amerikanische Indie-Rock-Band aus New York.

## Geschichte
Die drei New Yorker Keith Murray, Chris Cain und Michael Tapper gingen zusammen auf die gleiche Universität. Chris und Michael kannten sich bereits und hatten schon gemeinsam Musik gemacht. Zusammen mit Keith Murray als Frontmann begannen sie im Jahre 2000 ihre Karriere als Indie-Rock-Band. Der Bandname ergab sich zufällig im Rahmen eines Gesprächs mit einem Spediteur.
Schlagzeuger Michael Tapper verließ im November 2007 die Band, da er vom ständigen Touren gestresst war. Er zog gemeinsam mit seiner Freundin nach Los Angeles, während die anderen Bandmitglieder weiter in New York lebten. Die Band hatte zu der Zeit einen Schlagzeuger für die aktuelle Tour gefunden, allerdings war die Zusammenarbeit nur für ein paar Monate geplant. Ein vollwertiger Ersatz stand zu dem Zeitpunkt noch nicht fest. Allerdings verriet Dominic Howard, Schlagzeuger der Band Muse, in einem Interview, dass sein enger Freund Andy Burrows, Ex-Schlagzeuger von Razorlight, mit We Are Scientists in Kürze einige neue Lieder einspielen würde. Seit 2009 ist Burrows festes Mitglied der Band, mit ihm wurde auch das im Juni 2010 erschienene Album Barbara eingespielt.

We Are Scientists Live @ Rock im Park 2016
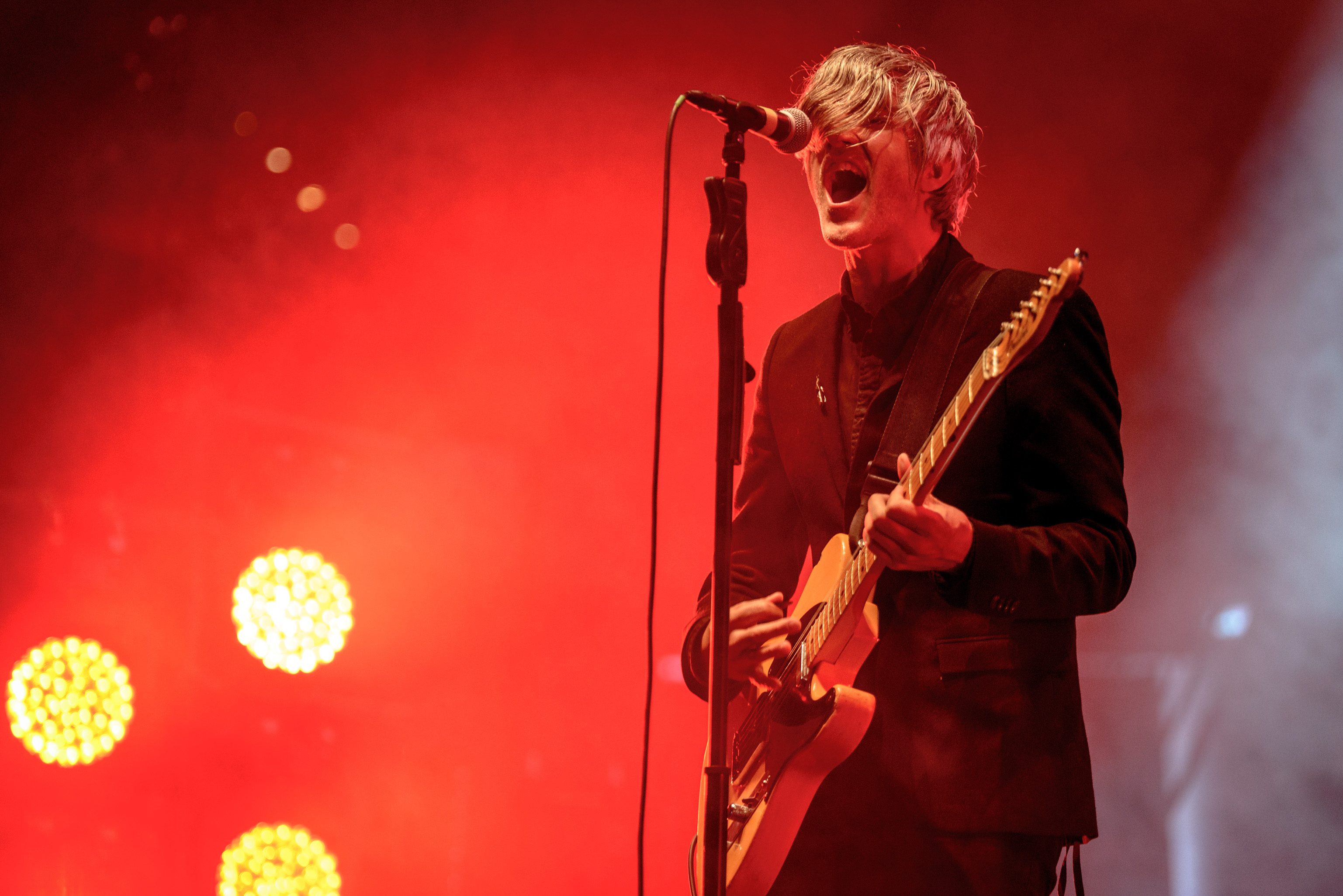
Keith Murray
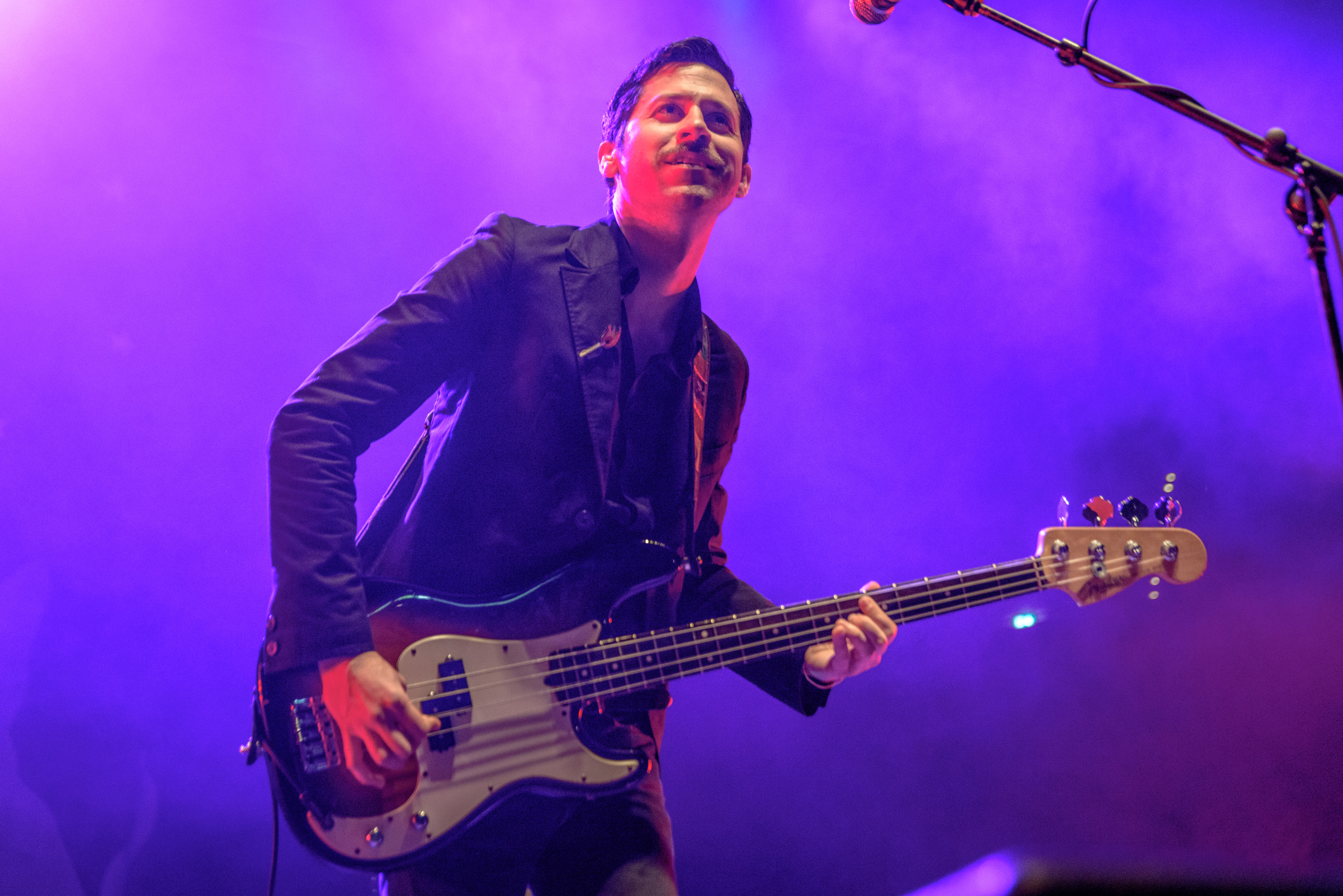
Chris Cain
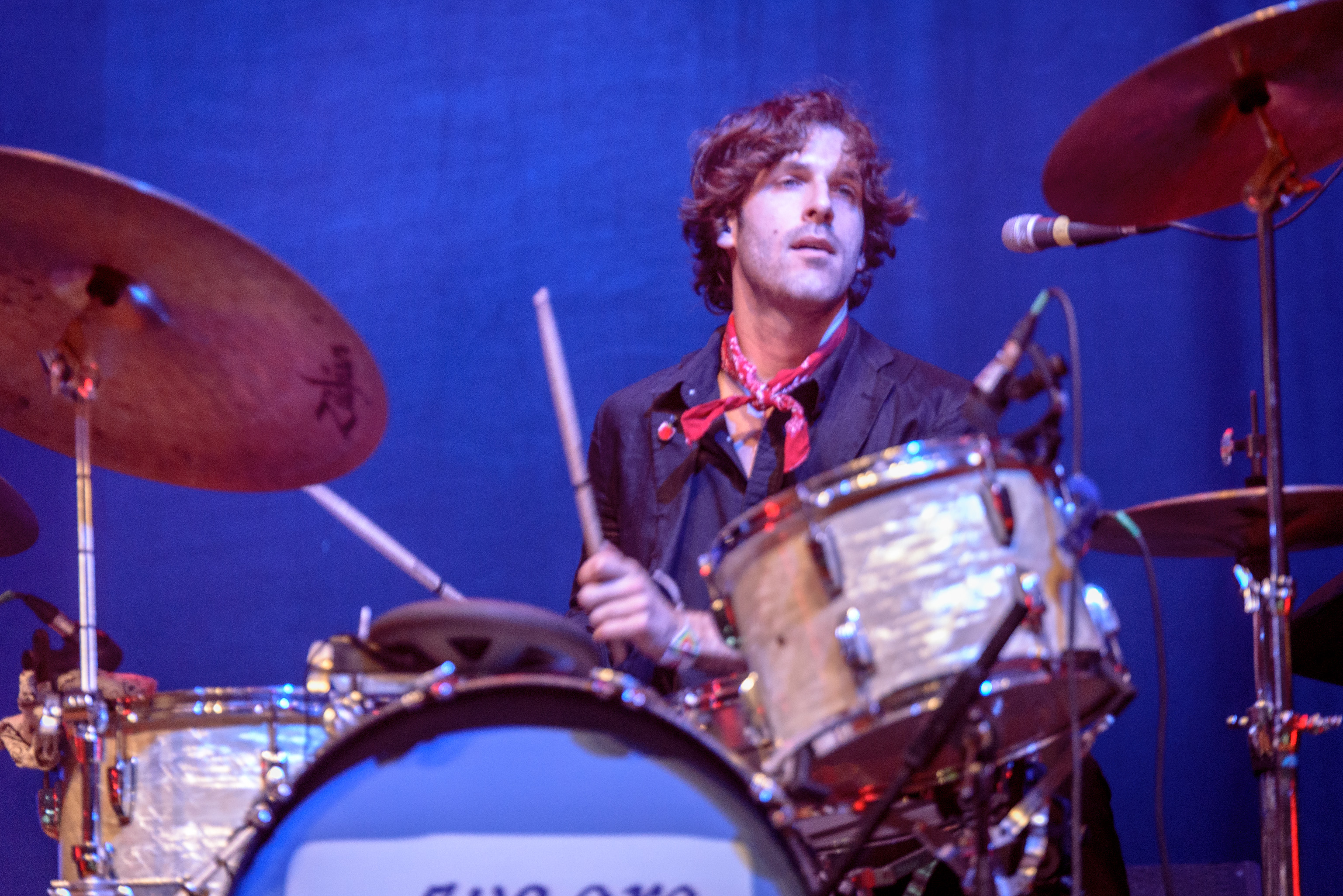
Keith Carne

## Diskografie

### Studioalben
| Jahr | Titel                 | Höchstplatzierung, Gesamtwochen, AuszeichnungChartplatzierungen (Jahr, Titel, Platzierungen, Wochen, Auszeichnungen, Anmerkungen) | Höchstplatzierung, Gesamtwochen, AuszeichnungChartplatzierungen (Jahr, Titel, Platzierungen, Wochen, Auszeichnungen, Anmerkungen) | Anmerkungen                                                |
| Jahr | Titel                 | DE | UK | Anmerkungen                                                |
| ---- | --------------------- | --- | --- | ---------------------------------------------------------- |
| 2005 | With Love and Squalor | DE67 (2 Wo.)DE | UK43 Gold · (20 Wo.)UK | Erstveröffentlichung: 17. Oktober 2005 Verkäufe: + 100.000 |
| 2008 | Brain Thrust Mastery  | — | UK11 (4 Wo.)UK | Erstveröffentlichung: 17. März 2008                        |
| 2010 | Barbara               | — | UK46 (1 Wo.)UK | Erstveröffentlichung: 14. Juni 2010                        |
| 2014 | TV en Français        | — | UK36 (1 Wo.)UK | Erstveröffentlichung: 3. März 2014                         |
| 2016 | Helter Seltzer        | — | UK48 (1 Wo.)UK | Erstveröffentlichung: 22. April 2016                       |
| 2018 | Megaplex              | — | UK45 (1 Wo.)UK | Erstveröffentlichung: 4. Mai 2018                          |
| 2021 | Huffy                 | — | UK32 (1 Wo.)UK | Erstveröffentlichung: 8. Oktober 2021                      |
| 2023 | Lobes                 | — | — | Erstveröffentlichung: 23. Januar 2023                      |
| 2025 | Qualifying Miles      | — | UK78 (… Wo.)UK | Erstveröffentlichung: 18. Juli 2025                        |

### Kompilationen
| Jahr | Titel       | Höchstplatzierung, Gesamtwochen, AuszeichnungChartsChartplatzierungen (Jahr, Titel, Platzierungen, Wochen, Auszeichnungen, Anmerkungen) | Anmerkungen                            |
| Jahr | Titel       | UK | Anmerkungen                            |
| ---- | ----------- | --- | -------------------------------------- |
| 2006 | Crap Attack | UK97 (1 Wo.)UK | Erstveröffentlichung: 6. November 2006 |

### EPs
- 2002: Bitchin’
- 2003: In Action
- 2004: The Wolf’s Hour
- 2013: Business Casual EP
- 2019: Wasabi

### Singles
| Jahr | Titel Album                                        | Höchstplatzierung, Gesamtwochen, AuszeichnungChartsChartplatzierungen (Jahr, Titel, Album, Platzierungen, Wochen, Auszeichnungen, Anmerkungen) | Anmerkungen                            |
| Jahr | Titel Album                                        | UK | Anmerkungen                            |
| ---- | -------------------------------------------------- | --- | -------------------------------------- |
| 2005 | Nobody Move, Nobody Get Hurt With Love and Squalor | UK21 (6 Wo.)UK | Erstveröffentlichung: 27. Januar 2005  |
| 2005 | The Great Escape With Love and Squalor             | UK37 (3 Wo.)UK | Erstveröffentlichung: 2005             |
| 2006 | It’s a Hit With Love and Squalor                   | UK29 (2 Wo.)UK | Erstveröffentlichung: 20. Februar 2006 |
| 2008 | After Hours Brain Thrust Mastery                   | UK15 (4 Wo.)UK | Erstveröffentlichung: 3. März 2008     |
| 2008 | Chick Lit Brain Thrust Mastery                     | UK37 (1 Wo.)UK | Erstveröffentlichung: 9. Juni 2008     |

Weitere Singles
- 2003: Inaction
- 2008: Impatience
- 2010: Rules (Don’t Stop)
- 2010: Nice Guys
- 2011: I Don’t Bite